# Hoa hậu Scandinavia
Hoa hậu Scandinavia là một cuộc thi sắc đẹp dành cho các quốc gia nằm trên bán đảo Scandinavia là Na Uy và Thụy Điển cùng với ba quốc gia Bắc Âu khác là Phần Lan, Đan Mạch và Iceland. Cuộc thi được tổ chức lần đầu tiên vào năm 1961 và kết thúc vào năm 2005. Hiện không có thông tin rằng cuộc thi này có được tổ chức tiếp trong những năm tới hay không.
Trong quá trình tổ chức, cuộc thi đã bị tạm hoãn vào các năm 1962, 1976, 1983, 1984, 1985.